# Wanja Wiese
Wanja Wiese (* 1983 in Moers) ist ein deutscher Philosoph und Mathematiker. Er ist Dozent am Institut für Philosophie II, Lehrstuhl für Philosophie des Geistes an der Ruhr-Universität Bochum.

## Leben
Wanja Wiese studierte an der Johannes Gutenberg-Universität Mainz und der Universität Utrecht Philosophie und Mathematik und schloss 2011 mit einem Magister Artium in Philosophie und 2012 mit einem Diplom in Mathematik ab. 2015 wurde er an der Johannes Gutenberg Universität Mainz im Fach Philosophie promoviert. 2024 schloss er erfolgreich sein Habilitationsverfahren an der Ruhr-Universität Bochum ab.
Von 2015 bis 2021 war er Postdoc am Arbeitsbereich Theoretische Philosophie bei  Thomas Metzinger am Philosophischen Seminar der Johannes Gutenberg-Universität Mainz.
Von 2018 bis 2019 verbrachte er einige Monate als Gastwissenschaftler am Wellcome Centre for Human Neuroimaging, University College London, um mit  Karl J. Friston zusammenzuarbeiten, woraus einige gemeinsame Publikationen hervorgegangen sind.
Seit 2021 ist er im Rahmen einer Dozenten- und Forschungsstelle als Postdoc an der Ruhr-Universität Bochum am Institut für Philosophie II am Lehrstuhl für Philosophie des Geistes beschäftigt.
Im Wintersemester 2023/24 übernahm er die Vertretung des Lehrstuhls für Theoretische Philosophie und Philosophie der Sozialwissenschaften an der Fakultät für Wirtschaft und Gesellschaft an der Universität Witten/Herdecke.

## Forschungsschwerpunkte
Wanja Wiese verfolgt in seiner philosophischen Forschung das Ziel, unter Bezug auf mathematische Modelle aus der theoretischen Neurowissenschaft, ein besseres Verständnis geistiger Eigenschaften und des Bewusstseins zu gewinnen.
Ein besonderes Augenmerk gilt dabei dem von Karl Friston entwickelten „Prinzip der freien Energie“ und dem „Predictive-Processing-Ansatz“.

## Veröffentlichungen (Auswahl)

### Als Erstautor
- Wiese, W. (2024). Artificial consciousness: A perspective from the free energy principle. Philosophical Studies 181, 1947–1970. DOI: 10.1007/s11098-024-02182-y
- Wiese, W., & Friston, K. (2022). AI ethics in computational psychiatry: From the neuroscience of consciousness to the ethics of consciousness. Behavioural Brain Research 420, 113704. DOI:10.1016/j.bbr.2021.113704
- Wiese, W. (2022). Attentional structure and phenomenal unity. Open Philosophy 5, 254-264. DOI:10.1515/opphil-2022-0197
- Wiese, W., & Friston, K. (2021). The neural correlates of consciousness under the free energy principle: From computational correlates to computational explanation. Philosphy and the Mind Sciences 2, 9. DOI:10.33735/phimisci.2021.81
- Wiese, W. (2021). Von der KI-Ethik zur Bewusstseinsethik: Ethische Aspekte der Computational Psychiatry. [From the ethics of AI to the ethics of consciousness: Ethical aspects of computational psychiatry.] Psychiatrische Praxis 48 (Suppl. 1), S1–S5. DOI:10.1055/a-1369-2824
- Wiese, W., & Friston, K. J. (2021).Examining the continuity between life and mind: Is there a continuity between autopoietic intentionality and representationality? Philosophies 6 (1), 18. DOI:10.3390/philosophies6010018
- Wiese, W. (2020). The science of consciousness does not need another theory, it needs a minimal unifying model. Neuroscience of Consciousness, 2020 (1), niaa013. DOI:10.1093/nc/niaa013
- Wiese, W. (2020). Breaking the self: Radical disruptions of self-consciousness and impossible conscious experiences. Philosophy and the Mind Sciences 1 (I), 10. DOI:10.33735/phimisci.2020.I.32
- Wiese, W. (2018). Toward a mature science of consciousness. Frontiers in Psychology 9, 693. DOI:10.3389/fpsyg.2018.00693
- Wiese, W. & Metzinger T. (2017). Vanilla PP for philosophers: A primer on predictive processing. In T. Metzinger & W. Wiese (eds.), Philosophy and Predictive Processing: 1. MIND Group. DOI:10.15502/9783958573024
- Wiese, W. (2017). Action is enabled by systematic misrepresentations. Erkenntnis 82 (6), 1233-1252. DOI:10.1007/s10670-016-9867-x
- Wiese, W. (2017). How to solve the problem of phenomenal unity: finding alternatives to the single state conception. Phenomenology and the Cognitive Sciences 16 (5). DOI:10.1007/s11097-016-9478-7
- Wiese, W. (2017). What are the contents of representations in predictive processing? Phenomenology and the Cognitive Sciences 16 (4), 715-736. DOI:10.1007/s11097-016-9472-0

### Andere
- Rutar, D., Wiese, W., & Kwisthout, J. (2022) From representations in predictive processing to representational gradation. Minds & Machines 32, 461-484. DOI:10.1007/s11023-022-09599-6
- Friston, K.J., Wiese, W., & Hobson, J.A. (2020). Sentience and the origins ofconsciousness: From Cartesian duality to Markovian monism. Entropy 22 (5), 516. DOI:10.3390/e22050516

### Monographie
- Wiese, W. (2018). Experienced Wholeness. Integrating Insights from Gestalt Theory, Cognitive Neuroscience, and Predictive Processing. MIT Press. DOI:10.7551/mitpress/9780262036993.001.0001